# 潮風の診療所〜岬のドクター奮戦記〜
『潮風の診療所〜岬のドクター奮戦記〜』（しおかぜのしんりょうじょ・みさきのドクターふんせんき）は、2007年6月22日に、フジテレビの「金曜プレステージ」枠にて放映されたテレビドラマ。
北海道浜中町霧多布村にて、半世紀近く地域医療に奮闘した医師・道下俊一の半生を描いている。
ロケはいばらきフィルムコミッションによる協力のもと、2006年7月に水戸市や常総市にて行われた。

## あらすじ
時は平成。医師・道下俊一は札幌の病院で大動脈瘤の手術を受け、妻・敏子の看病を受けながら入院生活を送っていた。ある日、二人のもとに1通の手紙が届く。それは、俊一が40年以上もの間、医師として過ごした霧多布村の建設会社社長・北村からのものだった。医者を引退し、札幌に留まろうと考えていた俊一だったが、この手紙がきっかけで引退を断念、敏子とともに再び霧多布村に戻った。
札幌から戻った道下夫妻を出迎えてくれたのは、浜中町役場の職員・塩崎昌之だった。昌之の母・明子は俊一が救った患者のひとりで、俊一に医師としてやっていく自信と勇気を与えてくれた。俊一は霧多布村に派遣されてからの40数年を振り返る。
昭和27年3月4日、霧多布村は十勝沖地震にともなう津波で深刻な被害を受けていた。その復興のため、霧多布村は北海道大学に医師の派遣を要請した。白羽の矢が立ったのは、医局で研究に従事していた俊一だった。俊一は教授に説得され、1年間の期限で霧多布村の釧路赤十字病院浜中診療所に赴任する。俊一は当時26歳、敏子とはまだ結婚したばかりだった。最初はよそ者の俊一と敏子に冷たかった霧多布の人々だったが、窮地を救っていくうちに徐々に受け入れられ、村にはなくてはならない存在になっていく。
二度の外科手術、赤痢の蔓延、任期満了の時が近づくたびに引き止めに来る霧多布の人々、赤十字の撤退と町立病院への移行、昭和35年のチリ地震がもたらした悲劇など、様々な出来事のなかで俊一は霧多布を故郷と考えるようになっていく。

## キャスト
- 道下俊一：水谷豊
  - 主人公。霧多布村に派遣された医師で、専門は内科。
- 道下敏子：高橋由美子
  - 俊一の妻。
- 花房伝蔵：片桐竜次
  - 藻散布に住む船頭。熱を出した孫・孝を助けるため、診療所に駆け込む。
- 北島勝彦：菅原大吉
  - 建設会社の社長。最初は俊一を見下していたが、ある事件をきっかけに親交を深めるようになる。
- 塩崎昌之：蟹江一平
  - 浜中町役場の職員。札幌から帰ってきた道下夫妻を最初に出迎えてくれた。
- 津田栄吉：蟹江敬三
  - 俊一が霧多布村に派遣されたときの村長。「いつか必要とされる時が来る」と俊一を励ます。
- 道下正俊：大村崑
  - 俊一の父。札幌に『道下病院』の土地を用意して、息子の帰りを待っている。
- 道下静子：柳川慶子
  - 俊一の母。息子が札幌で開業医をしてくれることを願っている。
- 大村鈴代：草村礼子
  - 膝に痛みを抱える老女で、俊一と親交が深い。夫と息子を戦争で亡くした。
- 塩崎ハツ：筒井真理子
  - 昌之の祖母。夫を津波で亡くし、生活が厳しい。
- 河合教授：勝部演之
  - 俊一の上司。霧多布へ行くことを渋る俊一を説得する。
- 高木清吉：川原和久
  - 昆布漁師。神経痛を患う父を持つ。
- 渡辺たま江：三鴨絵里子
  - 浜中診療所の看護師。
- 舟木友子：高橋麻理
  - 浜中診療所の看護師。
- 加藤一彦：田中聡元
  - 浜中診療所のレントゲン助手。のちに漫画家モンキー・パンチとして成功をおさめる。
- 塩崎明子：朝日梨帆
  - 昌之の母。10歳のとき盲腸炎にかかるが、俊一の内科の範疇をこえた手術により回復する。
- 吉田京子：舟木幸
  - 出産が遅れていた妊婦。明子と同じく、俊一の内科専門外の執刀を受け、娘・いずみを出産する。
- 山本有二：瀬戸陽一朗
  - 北島の建設会社の従業員。赤痢にかかる。
- 久保田淳：高橋一生
- 原田嘉一：吉満涼太
- 後藤晴夫：大谷亮介
  - 霧多布村の村民。霧多布に残ってもらおうと、他の村民と一緒に俊一を説得する。
- 花房キミ：小柳友貴美
  - 伝蔵の妻で、孝の祖母。
- 花房厚子：柳下季里
  - 伝蔵の義理の嫁で、孝の母。
- 高木かなえ：津田真澄
  - 清吉の妻。
- 高橋トヨ：松浪志保
- 茅野治子：前沢保美
  - 助産婦。
- 北館楓、田谷俊樹、桂由利香、青木泰都、鈴木信明、島脇弘樹、上原具顕（浜中町のエキストラ）

## スタッフ
- 原作：道下俊一「霧多布人になった医者」（北海道新聞社刊）
- 脚本：小木曽豊斗
- 監督：吉川一義
- 音楽：池頼広
- 助監督：宮坂清彦
- 技術協力：オーエイギャザリング
- ロケ協力：浜中町役場、浜中町立浜中診療所、浜中町観光協会、霧多布湿原センター、北海道ジェイアールエージェンシー、いばらきフィルムコミッション[1]、常総市フィルムコミッション　ほか
- 企画：熊谷剛
- プロデューサー：金丸哲也、須藤泰司
- 制作：フジテレビジョン、東映